# 电离度
弱电解质在水中的电离达到平衡状态时，已电离的溶质的分子数占原有溶质分子总数（包括已电离的和未电离的）的百分率，称为电离度，通常用"α"来表示。公式为：
{\displaystyle \alpha ={\frac {N(a)}{N}}\times 100\%}
其中N（a）表示已电离的溶质分子数，N表示原有溶质分子总数。
例如，在25℃，0.100mol/L的CH3COOH溶液中，醋酸的电离度是1.32%，即大约每76个醋酸分子中有一个醋酸分子电离成H+和CH3COO-

## 几种弱电解质的电离度
下表列出了几种弱电解质的电离度（25℃，0.10mol/L）
| 弱电解质 | 化学式   | α/%    |
| -------- | -------- | ------ |
| 醋酸     | CH3COOH  | 1.3    |
| 氢氟酸   | HF       | 7.8    |
| 亚硝酸   | HNO2     | 7.0    |
| 氢氰酸   | HCN      | 0.0079 |
| 一水合氨 | NH3·H2O  | 1.3    |
| 苯甲酸   | C6H5COOH | 2.5    |

## 解释
电离度实际上是一种平衡转化率。电离度表示弱电解质在水中的电离程度。温度相同、浓度相同时，不同弱电解质的电离度是不同的。同一弱电解质在不同浓度的水溶液中，其电离度也是不同的。一般遵循如下规律：溶液越稀，电离度越大。